# Giacomo Benedettini
Giacomo Benedettini (n. 7 octombrie 1982) este un fotbalist din San Marino care în prezent joacă pentru S.P. Tre Fiori.